# Flórián Richter
Flórián Richter (n. 18 noiembrie 1977, Stuttgart) este un acrobat de circ care trăiește în Ungaria și care  în anul 2013 a fost distins cu premiul internațional Bufonul de Aur.

## Date biografice
Flórián s-a născut în anul 1977 în Stuttgart, el provine dintr-o familie de artiști de circ, care s-au stabilit în Ungaria. Familia a câștigat câteva premii internaționale ca de exemplu medalia de argint în 1974 la festivalul internațional al circului din Monte Carlo. Richter József tatăl lui care a fost de mai multe premiat, în prezent este directorului circului național din Budapesta, el este o personalitate recunoscută în rândurile admiratorilor circului. Flórián a început cariera de acrobat la vârstă de 9 ani, când a trebuit în Japonia să-și înlocuiască mama (Richter Karola) care a suferit un accident. În anul se căsătorește cu Edith Folcót, cu care are doi copii. Flórián a câștigat în anul 2004 la reprezentația cu cai, premiul Bufonul de Argint la festivalul internațional al circului din Monte Carlo, ca acum să catige premiul Bufonul de Aur care este considerat în lumea circului echivalent cu Premiul Oscar.